# Kenny Tete
Kenny Joelle Tete, född 9 oktober 1995, är en nederländsk fotbollsspelare (högerback) som spelar för Fulham i Premier League.

## Klubbkarriär
Den 10 juli 2017 värvades Tete av franska Lyon, där han skrev på ett fyraårskontrakt. Tete debuterade i Ligue 1 den 11 augusti 2017 i en 2–1-vinst över Rennes, där han byttes in i den 61:a minuten mot Rafael.
Den 10 september 2020 blev Tete klar för Premier League-nykomlingen Fulham. Han skrev på ett fyraårskontrakt med klubben.

## Landslagskarriär
Tete debuterade för Nederländernas landslag den 10 oktober 2015 i en 2–1-vinst över Kazakstan.